# Saffire Corporation
Saffire Corporation (abbreviato in Saffire, Inc. o Saffire), precedentemente conosciuto come Cygnus Multimedia Productions, è stato uno sviluppatore di videogiochi statunitense fondato nel 1993 da Les Pardew e Charles Moore nello Utah. L'azienda ha cessato la propria attività nel 2007.

## Storia
Saffire è stata fondata da Leslie W. "Les" Pardew e Charles Moore nel 1993 a Orem, comune statunitense nello Utah, con il nome Cygnus Multimedia Productions, ispirato a re Cigno, figlio di Stenelo nella mitologia greca. Inizialmente la squadra operava dal seminterrato di Pardew ed era composta da 6 persone, ma si espanse a 14 quando iniziò a creare artwork per videogiochi di altri sviluppatori nel novembre 1993.
Nel 1994 Pardew ha assunto Hal Rushton, facente allora parte di Sculptured Software. Rushton divenne direttore generale dell'azienda e Pardew dirigente. Nel febbraio 1995 Cygnus era composta da 50 persone che lavoravano a turni dal piano inferiore di un piccolo ufficio a Pleasant Grove. Nell'ottobre 1995 Cygnus cambiò nome in Saffire e si trasferì in un nuovo studio nello Utah Valley Business Park ad American Fork nello stesso anno. In questo periodo Saffire ha iniziato a espandere le attività di produzione. Per raccogliere capitali Pardew ha preso in prestito $200 000 dalla Utah Technology Finance Corp. (UTFC) nel settembre 1996 e ulteriori $125 000 nel marzo 1997. Nel dicembre 1997 Rushton è diventato dirigente della società, mentre Pardew ha assunto il ruolo di amministratore delegato.
Nel gennaio 1999, quando Saffire si è stabilita a Pleasant Grove, il neo-impiegato Mark Kendell è diventato presidente del consiglio di amministrazione della società. Saffire ha continuato ad espandersi negli anni, con 80 dipendenti a dicembre 1999 e 120 a luglio 2001.
Durante lo sviluppo di Cryptid Hunter, la cui uscita era inizialmente prevista per il 2008, Saffire (all'epoca con sede a South Jordan) cessò l'attività nel marzo 2007.

## Videogiochi
| Videogioco                                   | Editore                                       | Piattaforma                                                                          | Data              | Note                  |
| -------------------------------------------- | --------------------------------------------- | ------------------------------------------------------------------------------------ | ----------------- | --------------------- |
| The Suit                                     | SoftKey Multimedia                            | Microsoft Windows, MS-DOS                                                            | 1996              |                       |
| They Call Me... The Skul                     | SoftKey Multimedia, The Learning Company      | Microsoft Windows, MS-DOS                                                            | 1996              |                       |
| NFL Legends Football '98                     | Accolade                                      | Microsoft Windows                                                                    | 31 agosto 1997    |                       |
| James Bond 007                               | Nintendo                                      | Game Boy                                                                             | 29 gennaio 1998   |                       |
| Rampage World Tour                           | Midway Games                                  | Arcade, PlayStation, Sega Saturn, Nintendo 64, Game Boy Color, Microsoft Windows     | 30 settembre 1997 | solo Nintendo 64      |
| Bio F.R.E.A.K.S.                             | Midway Games                                  | Nintendo 64, PlayStation                                                             | 19 maggio 1998    |                       |
| Oddworld: Abe's Oddysee                      | Atari, Inc. SA                                | PlayStation, MS-DOS, Microsoft Windows, Game Boy                                     | 19 settembre 1997 | solo Game Boy         |
| Animaniacs: Ten Pin Alley                    | ASC Games                                     | PlayStation                                                                          | 1º novembre 1998  |                       |
| StarCraft: Brood War                         | Blizzard Entertainment                        | Microsoft Windows, Classic Mac OS                                                    | 30 novembre 1998  |                       |
| Tom Clancy's Rainbow Six                     | Ubisoft Red Storm                             | Microsoft Windows, Mac OS, Dreamcast, PlayStation, Nintendo 64, Game Boy Color, Xbox | 21 agosto 1998    | solo Nintendo 64      |
| Oddworld: Abe's Exoddus                      | Atari, Inc. SA                                | PlayStation, Microsoft Windows, Game Boy Color                                       | 17 novembre 1998  | solo Game Boy Color   |
| Microsoft Pinball Arcade                     | Microsoft, Cryo Interactive                   | Microsoft Windows, Game Boy Color                                                    | 15 dicembre 1998  | solo Game Boy Color   |
| Tom Clancy's Rainbow Six: Rogue Spear        | Ubisoft Red Storm                             | Microsoft Windows, Mac OS, Dreamcast, PlayStation, Game Boy Advance                  | 31 agosto 1999    | solo PlayStation      |
| Army Men: Sarge's Heroes                     | The 3DO Company, Midway Games                 | Nintendo 64, PlayStation, Dreamcast, Microsoft Windows                               | 28 settembre 1999 | versione Dreamcast    |
| CyberTiger                                   | Electronic Arts                               | PlayStation, Nintendo 64, Game Boy Color                                             | 30 settembre 1999 | solo Nintendo 64      |
| Billy Bob's Huntin'-n-Fishin'                | Midway Games                                  | Game Boy Color                                                                       | 17 novembre 1999  |                       |
| Top Gear Rally 2                             | Kemco                                         | Nintendo 64                                                                          | 3 dicembre 1999   |                       |
| Xena: Warrior Princess: The Talisman of Fate | Titus Software                                | Nintendo 64                                                                          | 14 dicembre 1999  |                       |
| La Maschera di Zorro                         | Sunsoft                                       | Game Boy Color                                                                       | febbraio 2000     |                       |
| ESPN MLS GameNight                           | Konami                                        | PlayStation                                                                          | 19 settembre 2000 |                       |
| The Best of Microsoft Entertainment Pack     | Microsoft, Classified Games, Cryo Interactive | Microsoft Windows, Game Boy Color                                                    | novembre 2000     | solo Game Boy Color   |
| Bionicle: Tales of the Tohunga               | LEGO Interactive                              | Game Boy Advance                                                                     | 3 ottobre 2001    |                       |
| E.T.: Escape from Planet Earth               | NewKidCo International Inc.                   | Game Boy Color                                                                       | 28 novembre 2001  |                       |
| Barbarian                                    | Titus Interactive                             | PlayStation 2, Nintendo GameCube, Xbox                                               | 27 giugno 2002    |                       |
| Hot Wheels: Velocity X                       | THQ                                           | Nintendo GameCube, PlayStation 2, Personal computer, Game Boy Advance                | 16 ottobre 2002   | solo Game Boy Advance |
| Justice League: Injustice for All            | Midway Games                                  | Game Boy Advance                                                                     | 17 novembre 2002  |                       |
| Lo Hobbit                                    | Sierra Entertainment                          | Xbox, PlayStation 2, Nintendo Gamecube, Microsoft Windows, Game Boy Advance          | 24 ottobre 2003   | solo Game Boy Advance |
| Peter Pan: The Motion Picture Event          | Atari, Inc. SA                                | Game Boy Advance                                                                     | 10 dicembre 2003  |                       |
| Van Helsing                                  | Vivendi Games                                 | PlayStation 2, Xbox, Game Boy Advance, telefono cellulare                            | 6 maggio 2004     |                       |
| Around the World in 80 Days                  | Hip Games                                     | Telefono cellulare, Game Boy Advance                                                 | 7 giugno 2004     | solo Game Boy Advance |
| Thunderbirds                                 | Vivendi Games                                 | Game Boy Advance                                                                     | 10 agosto 2004    |                       |

### Esplicative
1. ↑  I videogiochi sono elencati in ordine di pubblicazione, nelle caselle è riportata solo la prima data (se le date di pubblicazione sono molteplici) di pubblicazione dei videogiochi

### Riferimenti
1. 1 2  (EN) Tara McDermott, LEGO builds ties with Utah company, su The Daily Herald, 6 luglio 2001. URL consultato il 14 febbraio 2021 (archiviato dall'url originale il 20 giugno 2020).
2. 1 2 3 4  (EN) Saffire, Inc, su MobyGames. URL consultato il 15 febbraio 2021.
3. 1 2 3 4 5 6 7 8 9  (EN) Roger Pusey, UTFC helps Saffire Corp. grow like a house a-fire, su Deseret News, 24 dicembre 1997. URL consultato il 15 febbraio 2021.
4. 1 2 3 4 5  (EN) Dennis Romboy, CYGNUS TAKES PLACE AMONG 'THE STARS', su Deseret News, 22 febbraio 1995. URL consultato il 15 febbraio 2021.
5. 1 2 3 4  (EN) CYGNUS MULTIMEDIA GETS RECOGNITION - AND A NEW NAME, su Deseret News, 25 ottobre 1995. URL consultato il 15 febbraio 2021.
6. 1 2  (EN) monokoma, Cryptid Hunter [PS3 - Cancelled], su Unseen64: Beta, Cancelled & Unseen Videogames!, 27 febbraio 2019. URL consultato il 15 febbraio 2021.
7. 1 2  (EN) Dawn House, SLC is video game capital of America, su The Salt Lake Tribune, 15 marzo 2007. URL consultato il 15 febbraio 2021.
8. 1 2  (EN) Sharon Haddock, 'Motion capture' nets growth for company Saffire Corp. puts realistic moves in lot of video games, su Deseret News, 3 febbraio 1999. URL consultato il 15 febbraio 2021 (archiviato dall'url originale il 20 giugno 2020).
9. ↑  (EN) Barbara Christiansen, Saffire Corp. brings video game development to P.G., in American Fork Citizen, 20 gennaio 1999,  p. 15. URL consultato il 15 febbraio 2021 (archiviato dall'url originale il 20 giugno 2020).
10. ↑  (EN) Tosha Strickland, Saffire, in The Daily Herald, 12 dicembre 1999,  p. 26. URL consultato il 15 febbraio 2021 (archiviato dall'url originale il 20 giugno 2020).
11. ↑  (EN) Van Rockingham, Rampage: World Tour. Saffire Corporation (1998) Nintendo 64, su Games Revisited, 30 luglio 2018. URL consultato il 15 febbraio 2021.
12. ↑   Tom Clancy's Rainbow Six, su Multiplayer.it. URL consultato il 15 febbraio 2021.
13. ↑  (EN) Killy, Oddworld Adventures 2 Game Boy Color credits, su MobyGames. URL consultato il 15 febbraio 2021.
14. ↑   Microsoft Pinball Arcade, su Multiplayer.it. URL consultato il 15 febbraio 2021.
15. ↑  (EN) Army Men: Sarge's Heroes Video Game - Video Games [collegamento interrotto], su Games.singles. URL consultato il 15 febbraio 2021.
16. ↑   CyberTiger, su Multiplayer.it. URL consultato il 15 febbraio 2021.
17. ↑  (EN) Microsoft: The Best of Entertainment Pack, in IGN, Ziff Davis, 9 giugno 2000. URL consultato il 15 febbraio 2021.
18. ↑   Hot Wheels Velocity X, su Multiplayer.it. URL consultato il 15 febbraio 2021.
19. ↑  (EN) Ricardo Torres, The Hobbit Impressions, su GameSpot, 5 giugno 2003. URL consultato il 15 febbraio 2021 (archiviato dall'url originale il 24 novembre 2018).
20. ↑  (EN) Around the World in 80 Days for Game Boy Advance (2004), su MobyGames. URL consultato il 15 febbraio 2021.